# Donkey Kong: Jungle Fever
Donkey Kong: Jungle Fever (ドンキーコング　ジャングルフィーバー) est un jeu d'arcade de type medal game incluant également des mini-jeux vidéo, développé par Capcom et édité par Nintendo seulement au Japon sur Triforce en 2005. C'est un jeu dérivé de Donkey Kong Jungle Beat,.

## Série
1. Donkey Kong: Jungle Fever
2. Donkey Kong: Banana Kingdom : 2006